# Champions Trophy de hockey sobre césped femenino de 2003
El Champions Trophy de hockey femenino 2003 fue la 11.ª edición del torneo. Se llevó a cabo entre el 29 de noviembre y 7 de diciembre de 2003 en el State Hockey Centre de Sídney, Australia.

## Equipos participantes
- China (campeón defensor)
- Países Bajos (subcampeón del mundo en 2002)
- Argentina (campeón del mundo en 2002)
- Inglaterra (quinto en el mundial 2002)
- Australia (país anfitrión)
- Corea del Sur (sexto en el mundial 2002)

## Tabla de posiciones
| Equipo        | J | G | E | P | GF | GC | D/G | Pts | Clasificación |
| ------------- | - | - | - | - | -- | -- | --- | --- | ------------- |
| China         | 5 | 3 | 2 | 0 | 9  | 5  | +4  | 11  | Final         |
| Australia     | 5 | 3 | 1 | 1 | 13 | 3  | +10 | 10  | Final         |
| Argentina     | 5 | 2 | 3 | 0 | 12 | 8  | +5  | 9   | 3.ª posición  |
| Países Bajos  | 5 | 1 | 1 | 3 | 8  | 10 | -2  | 4   | 3.ª posición  |
| Inglaterra    | 5 | 1 | 1 | 3 | 4  | 11 | -7  | 4   | 5.ª posición  |
| Corea del Sur | 5 | 1 | 0 | 4 | 6  | 15 | -9  | 3   | 5.ª posición  |

## Rueda final

### 5.º y 6.º puesto
| 7 de diciembre | Inglaterra | 2 - 2 (4 - 2 p.) | Corea del Sur |  |  |

### Tercer puesto
| 7 de diciembre | Argentina | 2 - 3 | Países Bajos |  |  |

### Final
| 7 de diciembre | China | 2 - 3 (4 - 5 p.) | Australia |  |  |

## Posiciones finales
| Pos | Equipo        |
| --- | ------------- |
|     | Australia     |
|     | China         |
|     | Países Bajos  |
| 4.  | Argentina     |
| 5.  | Inglaterra    |
| 6.  | Corea del Sur |

## Premios individuales
| Mejor jugadora | Mejor jugadora joven | Mejor arquera | Goleadora      |
| -------------- | -------------------- | ------------- | -------------- |
| Luciana Aymar  |                      |               | Katrina Powell |